# Tscherjomuschki (Chakassien)
Tscherjomuschki (russisch Черёмушки) ist eine Siedlung städtischen Typs in der Republik Chakassien (Russland) mit 8373 Einwohnern (Stand 14. Oktober 2010).

## Geographie
Die Siedlung liegt im Durchbruchstal des Jenissei durch den Westsajan, etwa 100 Kilometer (Luftlinie) südlich der Republikhauptstadt Abakan am linken Ufer des Flusses, der hier die Grenze zur Region Krasnojarsk darstellt. Der Jenissei ist in diesem Abschnitt zum kleinen Maina-Stausee aufgestaut; wenige Kilometer flussaufwärts befindet sich die Staumauer des Sajano-Schuschensker Stausees. Südöstlich des Ortes erheben sich die Berge im Borus-Kamm mit dem Berg Poilowa bis auf 2318 m Höhe.
Tscherjomuschki gehört zum Stadtkreis des gut 30 Kilometer flussabwärts, bei der Öffnung des engen Tals zum weiten Minussinsker Becken, gelegenen Sajanogorsk.

## Geschichte
Der Ort entstand ab Mitte der 1960er Jahre im Zusammenhang mit der Errichtung des Sajano-Schuschensker Wasserkraftwerkes und gehörte zunächst zur 20 Kilometer flussabwärts gelegenen Siedlung Maina.
1974 wurde auch Tscherjomuschki der Status einer Siedlung städtischen Typs verliehen. Der Name ist vom russischen Wort Tscherjomucha für Traubenkirsche abgeleitet. Nach Gründung der in Folge bedeutend größeren Stadt Sajanogorsk 1975 wurden sowohl Tscherjomuschki wie auch Maina dieser administrativ unterstellt.
Das Wasserkraftwerk nahm schrittweise zwischen 1978 und 1985 den Betrieb auf.

### Bevölkerungsentwicklung

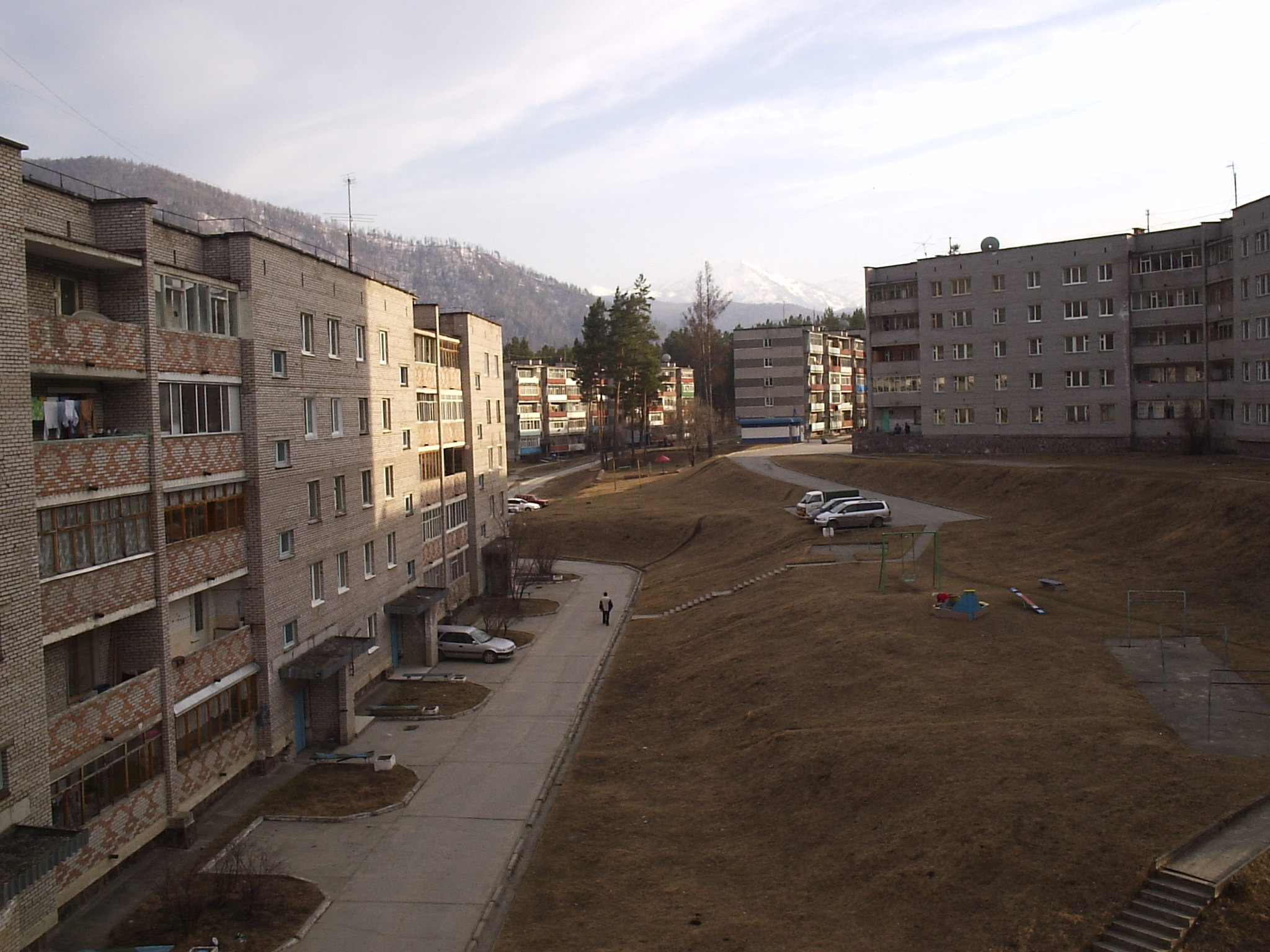
Wohngebiet, im Hintergrund der Borus-Kamm des Sajangebirges

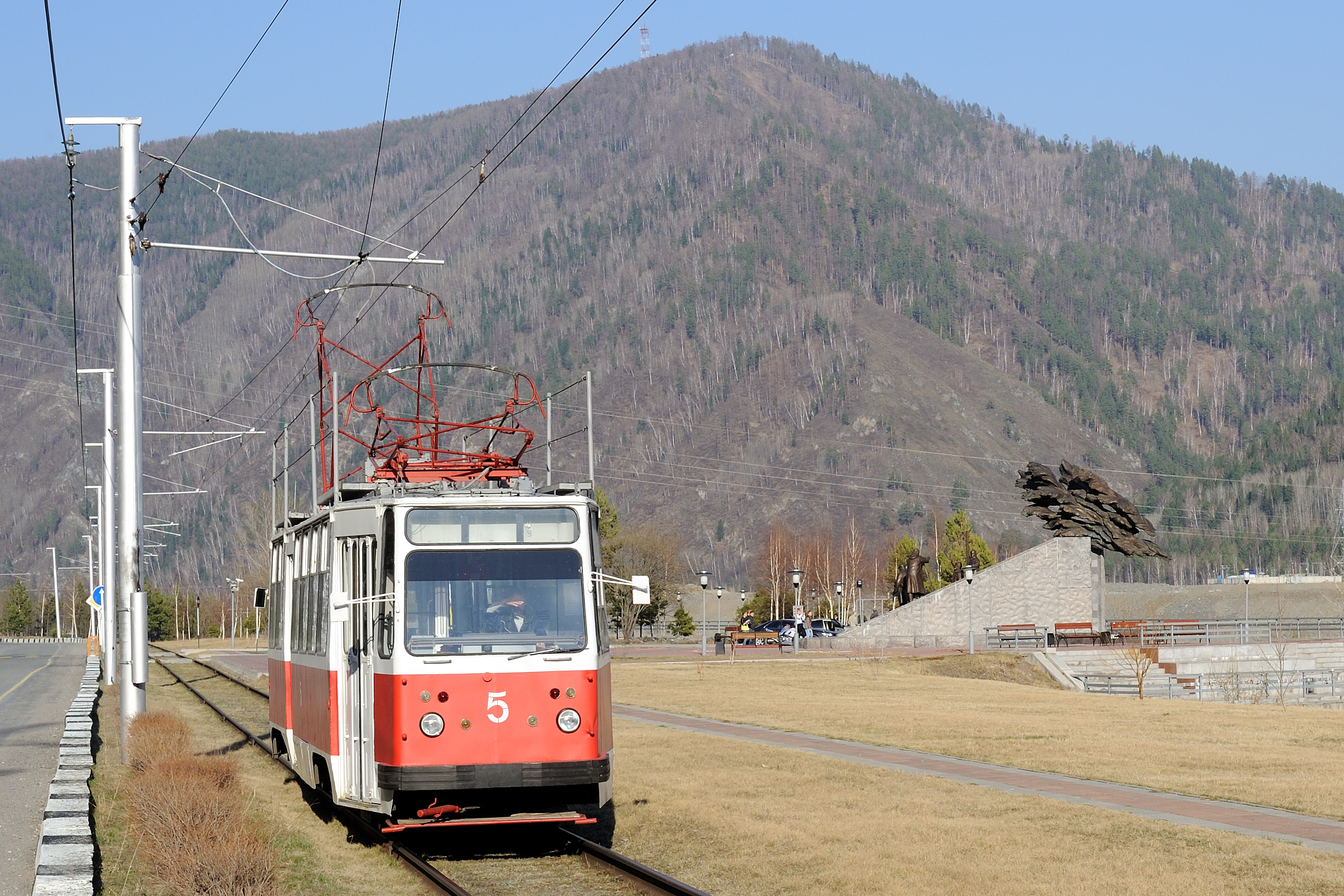
71-88G 6 der Straßenbahn Tscherjomuschki am Denkmal für den Bau des Stausees (2011)

| Jahr | Einwohner |
| ---- | --------- |
| 1979 | 10.415    |
| 1989 | 11.854    |
| 2002 | 9.067     |
| 2010 | 8.373     |

Anmerkung: Volkszählungsdaten

## Kultur und Sehenswürdigkeiten
Hauptsehenswürdigkeiten sind die 242 Meter hohe und mehr als einen Kilometer lange Staumauer des Sajano-Schuschensker Stausees sowie die Natur des umgebenden Sajangebirges. Das Gebiet östlich des Jenissei ist Teil des Nationalparks Schuschenski bor.
Bedingt durch seine Lage im Hochgebirge ist Tscherjomuschki regionales Sportzentrum, insbesondere für Wintersportarten.

## Wirtschaft und Infrastruktur
Ortsbildendes Unternehmen ist das heute von RusHydro betriebene Wasserkraftwerk, das mit 6400 Megawatt leistungsstärkste Russlands. Bei seiner Inbetriebnahme Mitte der 1985 war es neben dem der (erweiterten) Grand-Coulee-Talsperre in den Vereinigten Staaten das leistungsstärkste Wasserkraftwerk der Welt und gehört auch heute noch zu den ersten zehn.
Tscherjomuschki ist Endpunkt der Regionalstraße R411, die ausgehend von Abakan an der Fernstraße M54 Krasnojarsk–Kysyl–mongolische Grenze dem Jenissei über Sajanogorsk folgt. Die Straße überquert bei Tscherjomuschki auf einer Brücke den Jenissei, um auch das rechte Flussufer bzw. das östliche Ende der Staumauer an das Verkehrsnetz anzuschließen.
Eine nach Tscherjomuschki und zur Staumauer führende, knapp 100 Kilometer lange Eisenbahnstrecke, die von der Station Kamyschta der Südsibirischen Eisenbahn Nowokusnezk–Abakan–Taischet abzweigt und im Zusammenhang mit dem Staudammbau errichtet wurde, ist heute nur noch bis Sajanogorsk mit seinen Aluminiumwerken in Betrieb. Der Abschnitt innerhalb von Tscherjomuschki wurde jedoch teilweise für die Einrichtung einer Straßenbahnstrecke genutzt. Die eingleisige, etwa 5,5 Kilometer lange Strecke wurde am 25. Februar oder 18. Mai 1991 eröffnet, die Benutzung ist kostenfrei.